# Echiteae
Echiteae és una tribu de plantes de flors que pertany a la família de les Apocynaceae (ordre Gentianales). Aquesta tribu inclou 22 gèneres:
- Allotoonia
- Amalocalyx
- Angadenia
- Artia
- Asketanthera
- Cycladenia
- Echites
- Ecua
- Fernaldia
- Hylaea
- Laubertia
- Macropharynx
- Neobracea
- Parsonsia
- Peltastes
- Pentalinon
- Pottsia
- Prestonia
- Rhabdadenia
- Stipecoma
- Temnadenia
- Thenardia